# FAKE?
FAKE?（フェイク）は、日本のロックユニット。2001年にKEN LLOYDとINORANの両名により結成された。

## 来歴
KEN LLOYDとINORANはお互いの前バンド時代から交友があった。レコード会社は当初ワーナーミュージック・ジャパンに所属していたが、ミニ・アルバム『New skin』から徳間ジャパンコミュニケーションズに移籍。
ユニット名は英語で「偽物?」という意味で、自らを偽物と名乗り、?マークは「リスナーに、本当に偽物かどうか判断してほしい」狙いがあるとのこと。2005年にINORANが脱退、それに伴いKEN LLOYDのソロ・プロジェクトとなる。2007年6月28日のワンマンライブ「one」を最後に、当面の活動を休止。KENがOBLIVION DUSTを活動再開させるに当たり、両立がスケジュール的に困難なため、とされている。しかし、K.A.Zが負傷中の2008年7月、単発でワンマンライブ開催。同様にK.A.Zが別ユニットVAMPS活動中の2009年6月、東京と米国・New Jerseyでそれぞれライブを開催。スケジュール次第で動くゆるやかな形態をとる。2009年、米・MusicTasteに移籍。

## メンバー
- KEN LLOYD - ボーカル

### 元メンバー
- INORAN - ギター （2005年10月31日脱退）

### サポート
- PABLO （パブロ、Pay money To my Pain）- ギター
- DJ BASS - DJ
- d-kiku（菊地大輔）- マニピュレーター
- 峰正典 - ギター
- JOE（ジョー、FUZZY CONTROL、ROLL-B DINOSAUR）- ベース
- ZAX（ザックス、The BONEZ、Pay money To my Pain） - ドラムス

#### 過去のサポート
- KAORU - ドラムス
- MORISSEY （モリッシー） - ベース
- 渋谷憲 - ドラム
- ERIC （Eric Zay エリック・ゼイ）- ギター
- FIRE （松田 "FIRE" 卓巳）- ベース
- MASUO （有松益男）- ドラム
- RIKIJI （増田力司、OBLIVION DUST）- ベース

## 作品

### スタジオ・アルバム
1. BREATHE IN... (2002年7月10日) オリコン30位
2. TOMORROW TODAY (2003年1月22日) オリコン33位
3. THE ART OF LOSING TOUCH (2004年6月23日) オリコン48位
4. MADE WITH AIR (2005年6月17日) オリコン43位
5. SONGS FROM BEELZEBUB (2006年5月24日) オリコン98位
6. MARILYN IS A BUBBLE (2006年11月22日) オリコン119位
7. SWITCHING ON X (2010年2月24日) オリコン203位
8. The Lost Generation (2014年9月17日) オリコン125位

### コンピレーション・アルバム
- FAKE?(2005年12月21日)オリコン106位
- 2002-2012〜Decade Selection〜(2012年8月1日)

### ミニ・アルバム
- New Skin (2004年3月17日) オリコン54位

### シングル
- TASTE MAXIMUM (2002年2月27日) オリコン28位

1. TASTE MAXIMUM (4:25)
2. CUT (5:01)
3. LARVA (4:27)

- SOMEDAY (2002年5月22日) オリコン36位

1. SOMEDAY (3:31)
2. STATIC (4:55)
3. BREATHING WATER (4:02)

- HERE WE GO (2002年12月11日) オリコン39位

1. HERE WE GO (5:38)
2. SOMEDAY (REMASTERING VER.) (3:32)
3. TASTE MAXIMUM (REMASTERING VER.) (4:23)

- PRAISE (2004年4月21日) オリコン37位

1. PRAISE (5:16) ※アニメ『アクアキッズ』オープニングテーマ
2. CLASSIC (4:20)

- JUST LIKE BILLY (2004年11月25日) オリコン59位

1. JUST LIKE BILLY (4:22)
2. CANDY (3:46)
3. ESCAPE FROM THE AUDIO MESS (Till Doom Mix) (5:53) （編曲：菊地大輔）

- PULSE (2005年3月16日) オリコン38位

1. PULSE (3:57) ※テレビ東京系アニメ『陰陽大戦記』オープニングテーマ
2. MY ALPHA MAZE (4:28)
3. CLEAN (VIRUS MIX) (4:52) （編曲：菊地大輔）

- PULSE -English Version- (2005年4月1日) オリコン68位

1. PULSE -English Version- (3:57)
2. COME (3:21)
3. PULSE -Yukihiro Fukutomi Remix- (5:12)

### デジタル・シングル
- Addicted (2015年2月25日) iTunes、レコチョク

### DVD
1. STEPPING STONE EXTRA DATE(2004年6月3日)
2. www.hedfuc.com(2004年11月25日)オリコン97位
3. TOUR OF LOSING TOUCH SHIBUYA-AX(2004年12月22日)オリコン113位
4. LIVE FROM BEELZEBUB(2006年11月22日)オリコン195位

## ライブ
2002年
- FAKE? SHOW CASE 《2月4,5日・1か所2公演（初日はファンクラブ限定）》
- 3 DATE TOUR 《8月22-27日・3か所3公演》
- LIVE TOUR 2002 《11月2-24日・5か所7公演》

2003年
- LIVE TOUR 2003 《3月22日-4月4日・5か所6公演》
- GENUINE FAKE? 2003 《8月19,20日・1か所2公演》
- STEPPING STONE 《12月30日・1か所1公演》

2004年
- STEPPING STONE EXTRA DATE 《1月8,9日・1か所2公演》
- TWO DAY SHRINE 《4月25,29日・2か所2公演》
- TOUR OF LOSING TOUCH 《6月29日-7月6日・4か所5公演》
- TOUR OF LOSING TOUCH -LIVE LIKE BILLY- 《11月6日-12月8日・14か所15公演》

2005年
- TOUR OF LOSING TOUCH -FINAL- 《1月13-19日・3か所4公演》
- LIVE TOUR「?」-TIME TO CHANGE- 《9月10-18日・4か所5公演》

2006年
- SHOW CASEⅡ 《2月10日・1か所1公演》
- LIVE FROM BEELZEBUB 《6月21日-7月4日・5か所5公演》

2007年
- LIVE WITH MARILYN 《1月26日-2月4日・4か所4公演》
- LIVE 2007「one」《6月28日・1か所1公演》

2008年
- LIQUID PILL 《7月4日・1か所1公演》

2009年
- FLAME HALO -introduction- 《6月2日・1か所1公演》
- Last live show of the year? 《11月15日・1か所1公演》

2010年
- FAKE? "ENTER X TOUR 2010" 《3月14,22日・2か所2公演》
- FAKE?  - KNOCK THE HONEY BEES 《11月24日・東京 渋谷CLUB QUATTRO》

2011年
- -FAKE? LIVE- In The Midst Of Chaos《10月12日・代官山UNIT》

2012年
- -FAKE? LIVE -Showcase III《11月9日・代官山UNIT》

2013年
- FAKE? -Decade LIVE-《2月23日・Shibuya O-EAST》 10周年記念ライブ、INORAN全曲参加。
- FAKE? -Fallen Angels-《6月23日・代官山UNIT》
- FAKE?×Muddy Apes “ROYAL INFECTIOUS TOUR”《11月11,13,15日・3か所3公演》

2014年
- FAKE?×FUZZY CONTROL“ROYAL INFECTIOUS TOUR”《3月30日, 4月5,6日・3か所3公演》
- FAKE? Harlequinade - Act1《6月22日・代官山UNIT》
- FAKE? ＆ BACK DROP BOMB《9月19日・渋谷CLUB QUATTRO》

2015年
- FAKE? Glitter And Bruise 《4月25日・新宿BLAZE》
- 夏小屋 Sound Annexアコースティックフリーライブ《8月23日・三浦海岸 海の家》with/ HeavensDust、SHiNNOSUKE from ROOKiEZ is PUNK'D AIR SWELL、taama from ROACH
- FAKE? HARLEQUINADE - Act.2 《9月4日・新宿BLAZE》

## イベント出演
2002年
- SUMMER SONIC 2002 《8月14-18日・3か所3公演》
- DEVILOCK NIGHT'02 《12月15日・1か所1公演》

2006年
- INCHEON PENTAPORT ROCK FESTIVAL 《7月29日・1か所1公演》

2009年
- AnimeNEXT 《6月12日・1か所1公演》